# Монтолон
Монтолон (фр. Montholon) — муніципалітет у Франції, у регіоні Бургундія-Франш-Конте, департамент Йонна. Монтолон утворено 1 січня 2017 року шляхом злиття муніципалітетів Аян-сюр-Толон, Шамваллон, Вільє-сюр-Толон i Вольгре. Адміністративним центром муніципалітету є Аян-сюр-Толон. Населення — 2772 особи (01.01.2021).